# Busachi
Busachi (sardinski: Busàche) je grad i općina (comune) u pokrajini Oristanu u regiji Sardiniji, Italija. Nalazi se na nadmorskoj visini od 379 metara i ima 1 291 stanovnika.
 Prostire se na 59,03 km². Gustoća naseljenosti je 22 st/km².
Susjedne općine su: Allai, Fordongianus, Ghilarza, Samugheo, Ortueri i Ula Tirso.